# Zahodni potočni piškur
Zahodni potočni piškur (znanstveno ime Lampetra planeri) je najmanjša vrsta sladkovodnih piškurjev Evrope.

## Opis
Odrasle živali lahko dosežejo v dolžino med 12 in 14 cm. Imajo podolgovato telo, ki je po hrbtu temno modre do temno zelene barve, preko bokov pa barva na trebuhu prehaja v rumenkasto ali belo. Kot vse vrste piškurjev ima tudi zahodni potočni piškur usta oblikovana v krog, Vrsta ima samo eno nosnico in sedem škržnih rež na vsaki strani glave. Zadržujejo se v potokih in rekah Evrope od Volge na vzhodu pa vse do južne Francije. Najti jih je mogoče tudi v potokih Aljaske. Za razliko od večine vrst piškurjev se zahodni potočni piškur ne seli iz sladke v slano vodo. Prav tako nima zajedavske faze. Ličinke so slepe in se zadržujejo na muljastih in peščenih tleh, kjer se od tri do pet let hranijo na rečnem dnu s filtriranjem mulja, v tretjem ali četrtem letu pa se začne preobrazba, ki lahko traja eno leto. Odrasle živali se ne hranijo. V majhnih skupinah se drstijo, nato pa poginejo. Ikre se izležejo že po nekaj dneh, ličinke pa se takoj zakopljejo v mulj, iz katerega gledajo le usta. V Sloveniji je uvrščen na Seznam zavarovanih živalskih vrst.